# Avena maroccana
Avena maroccana là một loài thực vật có hoa trong họ Hòa thảo. Loài này được Gand. mô tả khoa học đầu tiên năm 1909.